# 1990 FL
1990 FL är en asteroid i huvudbältet som upptäcktes den 23 mars 1990 av den amerikanska astronomen Eleanor F. Helin vid Palomarobservatoriet.
Asteroiden har en diameter på ungefär 4 kilometer och den tillhör asteroidgruppen Phocaea.